# Porta '83
Porta '83 (1984) je sampler živých nahrávek Československého rozhlasu z národního finále Porty 1983 vydaný Supraphonem na LP desce. Písně vybral a sestavil Petr Benesch. Jde o jeden z řady samplerů z Porty, které vycházely od roku 1980 do roku 1990. Na tomto LP kupř. vyšla první sólová nahrávka Karla Plíhala.
Nahrávka písně Nerezu Tisíc dnů mezi námi nebyla nahrána na Portě, ale jde o studiovou nahrávku vydanou na singlu Tisíc dnů mezi námi / Za poledne (1984), ač to dokumentace k albu nezmiňuje. Navíc je na desce vystřižená jedna sloka a refrén.
Na sampleru měla vyjít také píseň Jaromíra Nohavici Husita, cenzoři to ale zakázali.

## Písně
1. Všem Kryštofům Kolumbům (Robert Křesťan / Jiří Látal), Poutníci
2. Tisíc dnů mezi námi (Zdeněk Vřešťál, Vít Sázavský / Zdeněk Vřešťál), Nerez
3. Ukolébavka kovboje (Cowboy's Lullaby; tradicionál / Jiří Šosvald), Stopa
4. Akordy, Karel Plíhal
5. Někdo jiný, než jsem já (Somewhere South Of Macon; Marshall Chapman / Petr Hensel), Sem tam
6. Motýlek (Jaroslav Ježek), Čp. 8
7. Barvy všedních dnů, Milena Zíchová
8. Tak už se škrábu strání plnou kamení (Ladislav Kučera), Hop trop
9. Svítání (And When I Die; Laura Nyro / Vladimír Křešnička), Nezmaři
10. Historka (František Stralczynský), Bonsai
11. Myš, Karel Plíhal
12. Už to nenapravím (Jaroslav Samson Lenk), Máci
13. Nevadí, Stanislav Wabi Daněk
14. Hejkal, Stanislav Wabi Daněk
15. Píseň malých pěšáků (Hello, Let's Go; Kris Kristofferson / Pavel Lohonka), Žalman & spol.